# Aerodynamic
«Aerodynamic» (с англ. — «Аэродинамический») — инструментальная композиция французского дуэта Daft Punk, включающая в себя выдающееся гитарное соло. Композиция вышла 28 марта 2001 в качестве второго сингла с альбома Discovery.

## Композиция
Ги-Мануэль де Омем-Кристо однажды назвал альбом Discovery «смесью прошлого и будущего, может быть, настоящего». Тома Бангальтер также уточнил в интервью 2001 года, что «сегодня во многой хаус-музыке просто используются семплы с диско-записей 70-х и 80-х … Хотя у нас тоже есть некоторое влияние диско, но мы решили пойти дальше и привнести элементы всех музыкальных жанров, которые нам нравились в детстве, будь то диско, электро, хэви-метал, рок или классика».
Это всё отражается и в «Aerodynamic», который строится на фанк-груве, продолжается соло, состоящем из «металлического удара двумя руками по электрогитаре», сочетающего два стиля и заканчивающегося отдельным «просторным» электронным сегментом. Элементы этого соло были описаны как «невозможные, нелепые арпеджио Ингви», которые пытаются подражать партии скрипке в классической музыке. Бангалтер признал, что:

Некоторые люди могут подумать, что гитарные соло на «Aerodynamic» плохие, но для нас все дело в том, чтобы быть верными себе и не заботиться о том, что подумают другие люди. Мы действительно старались включить большинство вещей, которые нам нравились, как дети, и получать от этого удовольствиеОригинальный текст (англ.)Some people might think that the guitar solos on 'Aerodynamic' are in bad taste, but for us, it's all about being true to ourselves and not caring what other people would think. We really tried to include most of the things we liked as kids, and bring that sense of fun to it.
— 
Он также отметил, что конец трека «полностью в стиле музыки эпохи барокко, классической музыки, которую мы передаём в синтетической форме».
На обратной стороне сингла также содержался ремикс под названием «Aerodynamite». Позже был выпущен ремикс на «Aerodynamic» сделанный группой Slum Village. Ремикс был сделан из-за того, что Slum Village нелегально использовали отрывок из песни Бангальтера «Extra Dry» в их песне «Raise It Up». Вместо того, чтобы попросить компенсацию за использование семпла, Педро Винтер предложил им сделать ремикс на одну из песен Daft Punk.
Позже, «Aerodynamite» и ремикс группы Slum Village были включены в альбом Daft Club. Альбом так же содержал удлинённую версию «Aerodynamic», с вкраплениями песни «One More Time». Живая версия песни совместно с «One More Time» была включена на альбом Alive 2007. «Aerodynamic» позже был семплирован для песни Wiley «Summertime» с альбома See Clear Now.

## Музыкальное видео
Музыкальное видео вышло в 2001 году и содержало материал, который позже будет включён в аниме «Интерстелла 5555: История секретной звёздной системы».
Видео показывает армию гуманоидных солдат, усыпляющих аудиторию газом, отравляющих и похищающих участников инопланетной группы из клипа на песню «One More Time». Гитарист (позже получивший имя Arpegius) выбирается и убегает от солдат, но один из солдат стреляет в него дротиком с транквилизатором. Солдаты собирают членов в коконы, которые направляют к судну. Аудитория просыпается в замешательстве, а затем судно улетает.

## Приём
«Aerodynamite» попала в танцевальные чарты США в качестве второй стороны для сингла «Digital Love».
Песня была использована в французском фильме Испанка. Песня также исполнялась певицей Майлин Класс на пианино для рекламы Pantene, так же использовалась в нескольких эпизодах программ на MTV: Тачку на прокачку, Date My Mom, Quiero mis quinces и Следующий!.
Песня была перемиксирована для мини-игры Galactic Dance Party в игре Kinect Star Wars.

## Список композиций
1. «Aerodynamic» — 3:34
2. «Aerodynamite» — 7:48

## Чарты
| Чарты (2001)                        | Наивысшая позиция |
| ----------------------------------- | ----------------- |
| Бельгия/Фландрия (Ultratop 50)      | 42                |
| Бельгия/Валлония (Ultratop 50)      | 24                |
| Чехия (Rádio — Top 100)             | 46                |
| Финляндия (Suomen virallinen lista) | 19                |
| Франция (SNEP)                      | 34                |
| Нидерланды (Single Top 100)         | 73                |
| Швейцария (Schweizer Hitparade)     | 46                |
| Великобритания (OCC UK Singles)     | 97                |